# Lophozia pilifera
Lophozia pilifera là một loài Rêu trong họ Jungermanniaceae. Loài này được Horik. mô tả khoa học đầu tiên năm 1936.